# Ribaute-les-Tavernes
Ribaute-les-Tavernes är en kommun i departementet Gard i regionen Occitanien i södra Frankrike. Kommunen ligger i kantonen Anduze som tillhör arrondissementet Alès. År 2022 hade Ribaute-les-Tavernes 2 055 invånare.

## Befolkningsutveckling
Antalet invånare i kommunen Ribaute-les-Tavernes
Referens:INSEE